# Taylor Hayes

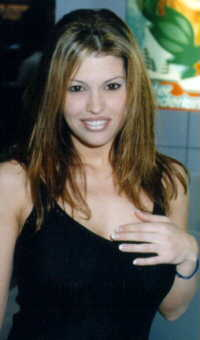
Taylor Hayes (2000)

Taylor Hayes (* 14. Januar 1975 in Grosse Pointe, Michigan als Tara Ellyn Smith) ist eine ehemalige US-amerikanische Pornodarstellerin.

## Karriere
Nach dem Besuch der Newman Smith High School in Texas begann Taylor Hayes ihre Karriere 1995 mit dem Film „Boobtown“ des Regisseurs Bud Lee. Später drehte sie Filme für den Regisseur Seymore Butts, mit dem sie auch liiert war und ein Kind hat. In der Folgezeit unterschrieb Taylor einen Vertrag als „Vivid Girl“ bei der Produktionsfirma Vivid Video. Zu ihren bekanntesten Darstellungen gehört die Rolle als Molly Jekyll in „Jekyll & Hyde“, einer Porno-Adaption von Der seltsame Fall des Dr. Jekyll und Mr. Hyde von Robert Louis Stevenson, mit der sie 2001 den AVN Award „Best Actress Film“ gewann. 2002 gewann sie den XRCO Award „Best Actress“ für ihre Darstellung der Hauptrolle in Fade to Black von Paul Thomas, einem der erfolgreichsten Hardcorefilme, der insgesamt acht AVN Awards gewann.
Taylor Hayes hatte am 18. Juni 2002, 17. Juni 2002 und am 25. Oktober 2001 Auftritte in der Howard Stern Show.

## Auszeichnungen
- 1999: AVN Award „Best Group Scene“ (zusammen mit Mr. Marcus & Billy Glide in The Masseuse 3)
- 2001: AVN Award „Best Actress Film“ (Jekyll & Hyde)
- 2002: AVN Award „Best Couple's Sex Scene-Film“ (Taylor Hayes & Joey Ray, in Fade to Black)
- 2002: AVN Award „Best Group Sex Scene“ (Taylor Hayes, Taylor St. Claire, Dale DaBone in Fade to Black)
- 2002: XRCO Award „Best Actress“ (Fade to Black)

Taylor Hayes wurde 2007 in die AVN Hall of Fame aufgenommen.